# Ali Chamrajew
Ali Ergaschewitsch Chamrajew (russisch Али Эргашевич Хамраев; usbekisch Ali Ergashevich Hamroyev; * 19. Mai 1937 in Taschkent, Usbekische SSR) ist ein usbekischer Regisseur und Drehbuchautor, der seine größten Erfolge während der Zeit der Sowjetunion feierte. Er drehte bisher über 30 Dokumentar- sowie 20 Spielfilme.

## Leben und Karriere
Ali Chamrajew wurde 1937 in Taschkent als Sohn eines Tadschiken und einer Ukrainerin geboren. Beide Eltern arbeiteten in der Filmindustrie, sein Vater starb 1942 im Zweiten Weltkrieg. Ali Chamrajew besuchte das Gerassimow-Institut für Kinematographie in Moskau, an dem er sein Studium 1961 abschloss. Im selben Jahr wurde sein erster Film veröffentlicht, Malenkije istorii o detjach, kotoryje. 1964 gelang Chamrajew mit der Komödie Wo bist Du, meine Sulfija? mit Bachtijor Ichtijarow in der Hauptrolle ein erster großer Erfolg. Weitere Filme Chamrajews waren etwa die Sowjetwestern Roter Sand (1968), Tatort Taschkent (1969) und Die siebente Kugel (1972), die alle auch in der DDR ausgestrahlt wurden. 1979 gelang ihm mit Der Leibwächter, mit Alexander Kaidanowski in der Hauptrolle, ein weiterer Erfolg. In Heißer Sommer in Kabul (1983) beschäftigte er sich mit dem Afghanistankrieg der Sowjetunion. Sein letzter Film in der Sowjetunion war das 1987 veröffentlichte Sad schelanij. Anschließend ging er für Dreharbeiten an Tamerlan the Great nach Italien und ließ sich schließlich auch dort nieder, pendelte jedoch bald wieder zwischen Usbekistan, Moskau und Italien hin und her. 1998 führte er in Bo Ba Bu erstmals wieder Regie, der Film wurde auf dem Internationalen Filmfestival Shanghai für die beste Filmmusik ausgezeichnet. In der 2004 ausgestrahlten, russischen Detektivserie Mesto pod solnzem übernahm Chamrajew ebenfalls wieder den Posten des Regisseurs. Inzwischen lebt er in Moskau.
Chamrajew war mit Ergasch Karimow und Tolomusch Okejew befreundet.

## Filmografie (Auswahl)
- 1964: Wo bist Du, meine Sulfija? (Где ты, моя Зульфия?)
- 1968: Roter Sand (Красные пески)
- 1970: Tatort Taschkent (Чрезвычайный комиссар)
- 1972: Die siebente Kugel (Седьмая пуля)
- 1979: Triptychon (Триптих)
- 1979: Der Leibwächter (Телохранитель)
- 1983: Heißer Sommer in Kabul (Жаркое лето в Кабуле)
- 1984: Newesta is Wuadilja (Невеста из Вуадиля)
- 1998: Bo Ba Bu
- 2007: Artisty (Артисты)